# Julianna
Julianna – imię żeńskie, pochodzenia łacińskiego (julus). Odmiana imienia Juliana. Wśród imion nadawanych nowo narodzonym dzieciom, Julianna w 2017 zajmowała 124. miejsce w grupie imion żeńskich.
Męski odpowiednik to Julian.
Julianna imieniny obchodzi: 16 lutego, jako wspomnienie św. Juliany z Nikomedii, 5 kwietnia, 14 kwietnia, 19 czerwca, 12 sierpnia, 15 sierpnia, 17 sierpnia, 19 sierpnia i 1 listopada.
Znane osoby noszące imię Julianna:
- Julianna Aleksandrowna Twerska – córka wielkiego księcia Aleksandra twerskiego, druga żona księcia litewskiego Olgierda, matka króla Władysława Jagiełły.
- Julianna Awdiejewa – rosyjska pianistka.
- Juliana Felisberta (ur. 1983) – brazylijska siatkarka plażowa.
- Julianne Moore – amerykańska aktorka
- Julianne Nicholson – amerykańska aktorka
- Juliane Plambeck – niemiecka radykalnie lewicowa terrorystka, działaczka „Ruchu 2 Czerwca” i RAF.